# Langston (Alabama)
Langston is een plaats (town) in de Amerikaanse staat Alabama, en valt bestuurlijk gezien onder Jackson County.

## Demografie
Bij de volkstelling in 2000 werd het aantal inwoners vastgesteld op 254.
In 2006 is het aantal inwoners door het United States Census Bureau geschat op eveneens 254.

## Geografie
Volgens het United States Census Bureau beslaat de plaats een oppervlakte van
21,5 km², waarvan 13,1 km² land en 8,4 km² water. Langston ligt op ongeveer 189 m boven zeeniveau.

## Plaatsen in de nabije omgeving
De onderstaande figuur toont de plaatsen in een straal van 24 km rond Langston.